# Хьюс (округ, Южная Дакота)
Округ Хьюс (англ. Hughes County) располагается в штате Южная Дакота, США. Официально образован в 1873 году. По состоянию на 2010 год, численность населения составляла 17 022 человека.

## География
По данным Бюро переписи США, общая площадь округа равняется 2073 км2, из которых 1919 км2 суша и 154 км2 или 7,42 % это водоёмы.

## Население
По данным переписи населения 2000 года в округе проживает 16 481 житель в составе 6 512 домашних хозяйств и 4 310 семей. Плотность населения составляет 9,00 человек на км2. На территории округа насчитывается 7 055 жилых строений, при плотности застройки около 4,00-х строений на км2. Расовый состав населения: белые — 88,91 %, афроамериканцы — 0,19 %, коренные американцы (индейцы) — 8,70 %, азиаты — 0,40 %, гавайцы — 0,02 %, представители других рас — 0,31 %, представители двух или более рас — 1,47 %. Испаноязычные составляли 1,22 % населения независимо от расы.
В составе 33,80 % из общего числа домашних хозяйств проживают дети в возрасте до 18 лет, 54,00 % домашних хозяйств представляют собой супружеские пары проживающие вместе, 8,90 % домашних хозяйств представляют собой одиноких женщин без супруга, 33,80 % домашних хозяйств не имеют отношения к семьям, 29,80 % домашних хозяйств состоят из одного человека, 10,30 % домашних хозяйств состоят из престарелых (65 лет и старше), проживающих в одиночестве. Средний размер домашнего хозяйства составляет 2,41 человека, и средний размер семьи 3,00 человека.
Возрастной состав округа: 27,80 % моложе 18 лет, 6,20 % от 18 до 24, 28,60 % от 25 до 44, 23,70 % от 45 до 64 и 23,70 % от 65 и старше. Средний возраст жителя округа 38 лет. На каждые 100 женщин приходится 92,60 мужчин. На каждые 100 женщин старше 18 лет приходится 88,70 мужчин.
Средний доход на домохозяйство в округе составлял 42 970 USD, на семью — 51 235 USD. Среднестатистический заработок мужчины был 32 228 USD против 22 656 USD для женщины. Доход на душу населения составлял 20 689 USD. Около 6,00 % семей и 8,00 % общего населения находились ниже черты бедности, в том числе — 7,80 % молодежи (тех, кому ещё не исполнилось 18 лет) и 10,90 % тех, кому было уже больше 65 лет.